# چاد الن (بازیکن بیسبال)
چاد الن (انگلیسی: Chad Allen؛ زادهٔ ۶ فوریهٔ ۱۹۷۵) بازیکن بیس‌بال اهل ایالات متحده آمریکا است.
از باشگاه‌هایی که در آن بازی کرده‌است می‌توان به تگزاس رنجرز اشاره کرد.
وی در مسابقات کشوری و بین‌المللی در مجموع برندهٔ ۱ مدال برنز شده‌است.